# Krepkij oresjek
Krepkij oresjek (russisk: Крепкий орешек) er en sovjetisk spillefilm fra 1967 af Teodor Vulfovitj.

## Medvirkende
- Nadezjda Rumjantseva - Raja Oresjkina
- Vitalij Solomin - Ivan Rodionovitj Groznykh
- Vladimir Lippart - Sjjepetnikov
- Valentin Abramov
- Jurij Sorokin